# 中国医科大学附属第一医院

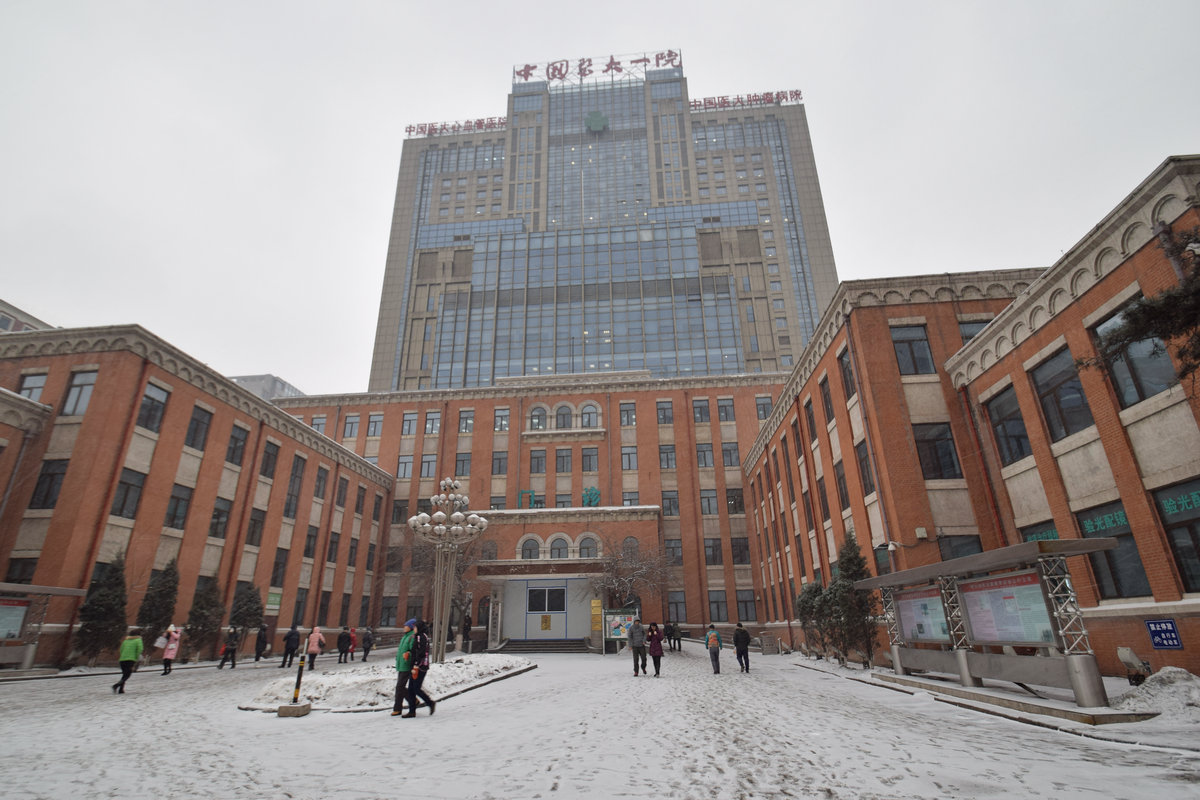
中国医科大学附属第一医院

中国医科大学附属第一医院是一家位于中国辽宁省沈阳市和平区集医疗、科研、教学为一体的大型综合三级甲等医院，隶属于中华人民共和国卫生部与中国医科大学。它的前身为两所均创建于1908年10月的福建长汀福音医院（原亚盛顿医馆）和沈阳南满洲铁道株式会社奉天医院。
2017年，罹患肝癌晚期的中國政治犯、持不同政見者、諾貝爾和平獎得主刘晓波保外就医在该院接受治疗，并于7月13日在此逝世。